# Nicolás Suárez Callaú
Nicolás Suárez Callaú  (Portachuelo, Bolivia; 10 de septiembre de 1851-Cachuela Esperanza, Bolivia; 7 de enero de 1940) fue un explorador y empresario boliviano, fundador de la población de Cachuela Esperanza. en el departamento del Beni y magnate de la goma (caucho) en Bolivia durante la Fiebre del Caucho, llegando a cubrir el 60% de la demanda mundial de caucho.

## Biografía
Fue hijo de Rafael Suárez y Petrona Callaú. Viudo de su primer matrimonio, se casó con Judith Arias, oriunda de Portachuelo, con la que tuvo descendencia.
Gran explorador, hizo un viaje histórico con Edwin Heath, aguas abajo del Río Beni, con lo que pudo comprobar su confluencia con el Río Mamoré. Allí fijo su residencia: Cachuela Esperanza, a la cual convirtió en un verdadero enclave de modernidad, al dotarla con adelantos, como el telégrafo, la electricidad, el agua potable, un ferrocarril y un moderno hospital con Rayos X.

## Barón de la goma
Durante la Fiebre del caucho, en las primeras décadas del siglo XX, la empresa que dirigía: Casa Suarez, llegó a controlar casi toda la producción de caucho en Bolivia y monopolizó la comercialización del mismo.
En su reducto, Cachuela Esperanza, sobre el río Beni, entre Riberalta y Guayaramerín, trabajaban cerca de 2.000 empleados, controlando a miles de recolectores de caucho, también llamados "Siringueros", desplegados en más de 150.000 km² del norte, noreste y centro amazónico boliviano.

## Guerra del Acre
Colaboró al presidente José Manuel Pando y con su propio dinero costeó parte de la Guerra del Acre, y fueron los empleados de la Casa Suárez que junto al ejército boliviano los que, en acción bélica, contribuyeron a las victorias bolivianas en la contienda. Organizó la Columna Porvenir,la cual rescató Bahía (ahora Cobija) del poder de los brasileños el 11 de octubre de 1902, en la denominada Batalla de Bahía.

## Homenajes

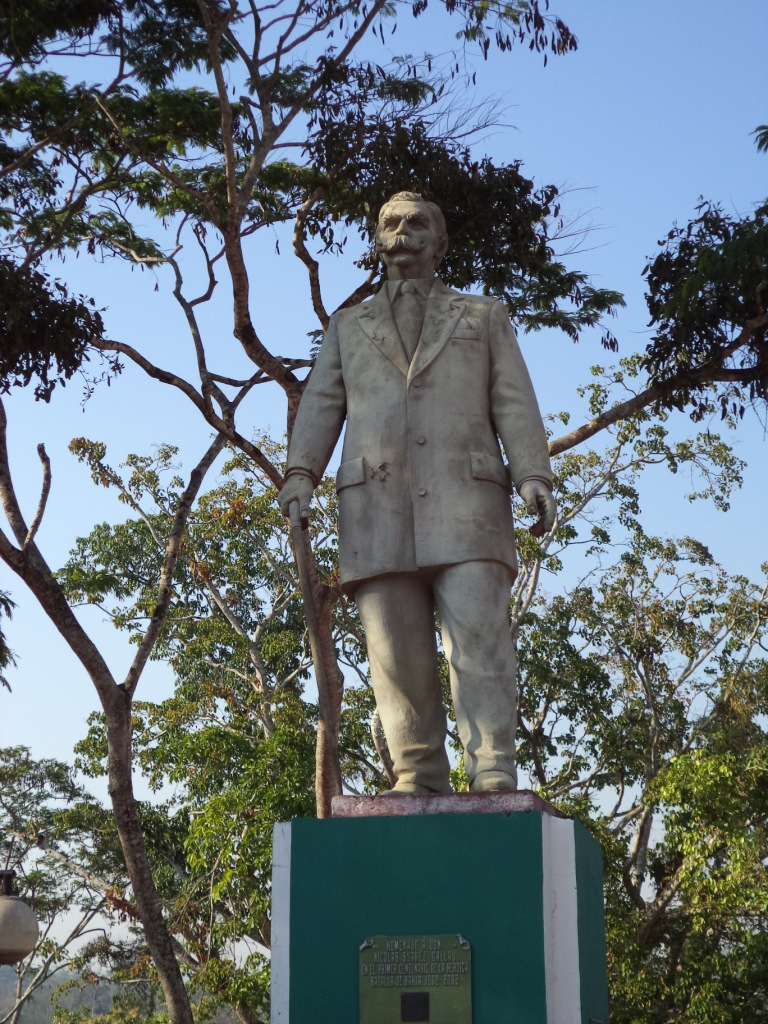
Monumento a Nicolás Suárez en la ciudad de Cobija.

Una provincia en el departamento de Pando, así como muchas calles y avenidas en Bolivia, llevan su nombre.